# Sandy Bay (St. Helena)
Sandy Bay ist ein Distrikt und eine Ansiedlung auf St. Helena. Der Distrikt Sandy Bay hat 177 Einwohner (Stand 2021) auf einer Fläche von 16,06 Quadratkilometern.
In Sandy Bay befindet sich der Sitz des Hilfsprojekts SHAPE, in dem behinderte Menschen ausgebildet und gefördert werden.

## Touristisches und Wirtschaft

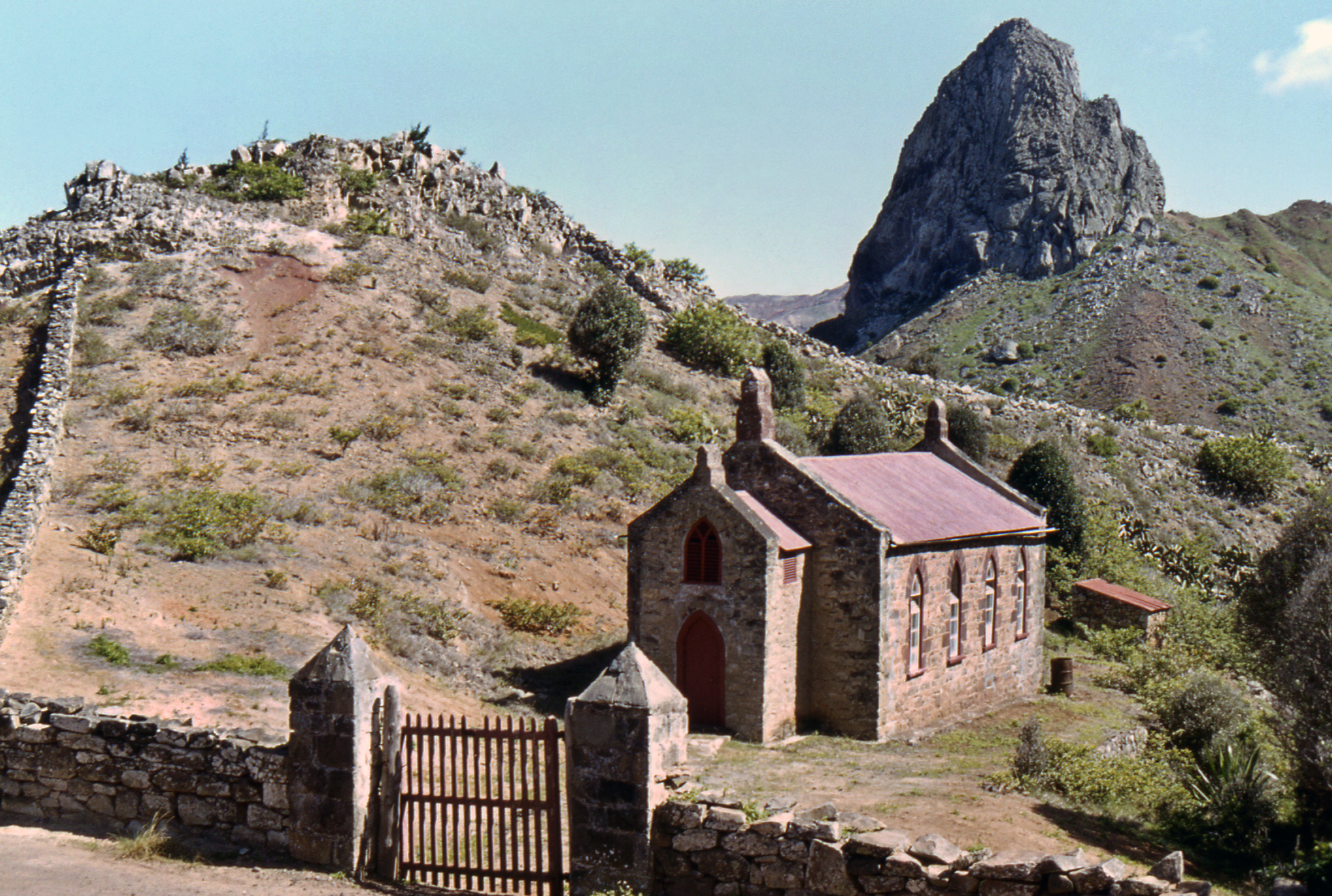
Die Sandy Bay Chapel der Baptisten (Mitte 1980er Jahre)

Sandy Bay ist für den Nationalpark Diana’s Peak bekannt. Zudem befindet sich im Distrikt die Kirche St. Peter. Sandy Bay ist Heimat des St.-Helena-Kaffees, eine der teuersten Kaffeesorten der Welt. Des Weiteren liegt hier der „Sandy-Bay-Nationalpark“. Sandy Bay Beach verfügt über einen schwarzen Sandstrand.